# Yirrkala gjellerupi
Yirrkala gjellerupi är en fiskart som först beskrevs av Weber och De Beaufort, 1916.  Yirrkala gjellerupi ingår i släktet Yirrkala och familjen Ophichthidae. Inga underarter finns listade i Catalogue of Life.